# Adolf Deni
Adolf Deni (Lebensdaten unbekannt) war ein deutscher Fußballspieler.

## Karriere
Deni gehörte dem BTuFC Viktoria 89 an, für den er in der Saison 1906/07 in der vom Verband Berliner Ballspielvereine durchgeführten Berliner Meisterschaft als Mittelfeldspieler zum Einsatz kam und diese auch gewann. Infolgedessen war er und seine Mannschaft auch in der Endrunde um die Deutsche Meisterschaft vertreten. Er bestritt alle drei Endrundenspiele, wobei er das am 21. April und das am 9. Mai 1907 mit 2:1 und 4:1 gegen den SC Schlesien Breslau und den FC Victoria 1895 in Berlin und in Hamburg ausgetragene Viertel- und Halbfinale bestritt. In Mannheim verlor er mit seiner Mannschaft schließlich das am 19. Mai 1907 gegen den Freiburger FC ausgetragene Finale mit 1:3.

## Erfolge
- Zweiter der Deutschen Meisterschaft 1907
- Berliner Meister 1907